# Кон, Станислав
Станислав Кон (пол. Stanisław Kohn; 1895—1940) — польский шахматист.
Убит в начале 1940 года в селе Пальмиры.

## Биография
Сын Давида и Чеславы, урождённой Альтер. Станислав родился в варшавском районе Прага. В 1901 году семья переехала в левобережную часть города. В возрасте 11 лет он начал посещать 3-ю филологическую гимназию в Варшаве на улице Краковское предместье, 3. В 1915 году, сдав выпускные экзамены, он был принят на медицинский факультет Варшавского университета. Однако он не учился. В августе 1915 года немецкая армия вошла в Варшаву, и семья Конов ушла на восток. Они поселились в Екатеринославе. В этом городе Станислав Кон вступил в местный шахматный клуб.
В 1918 году семья Кон вернулась в Варшаву. Станислав Кон параллельно изучал медицину и педагогику. Он присоединился к польской армии и во время польско-советской войны служил в медицинской службе на фронте. Во время учёбы он был членом Академической шахматной ассоциации и Варшавского общества любителей шахмат. На рубеже 1921/1922 годов он завоевал титул чемпиона Варшавы, победив Кароля Пильца со счетом 3:1. После окончания вуза работал врачом.
Во время Второй мировой войны он был арестован гестапо в шахматном кафе редактора Я. Квечиньского на ул. Маршалковская 76. В период с 18 по 25 января 1940 года немцы устроили засаду в кафе Квечиньского, арестовав прибывших туда шахматистов. Немцы избили Станислава Кона за отсутствие еврейского знака идентификации. Более 30 задержанных игроков были доставлены в тюрьму на улице Даниловичовской. Сюда, благодаря охранникам, тайно пронесли шахматы и организовали турнир на первенство «Даниловской». Через 3 дня немцы польских шахматистов отпустили, поэтому турнир завершился без некоторых игроков. Этот турнир, в котором Мойжеш Ловцкий оказался лучшим, был последним в жизни участников — все еврейские шахматисты, включая Кона, были расстреляны нацистами в Пальмирах.

## Спортивные достижения
| Год  | Город   | Турнир                  | + | − | = | Результат | Место |
| ---- | ------- | ----------------------- | - | - | - | --------- | ----- |
| 1924 | Париж   | Неофициальная олимпиада | 5 | 6 | 2 | 6 из 13   |       |
| 1926 | Варшава | 1-й чемпионат Польши    | 9 | 3 | 5 | 11½ из 17 | 3—7   |
| 1927 | Лодзь   | 2-й чемпионат Польши    | 5 | 3 | 6 | из 14     | 5—7   |